# Lijst van rijksmonumenten in Nijmegen (plaats)
De stad Nijmegen, hoofdplaats van de gemeente Nijmegen, telt 241 inschrijvingen in het rijksmonumentenregister. Hieronder een compleet overzicht.
| Object | Oorspronkelijke functie?             | Bouwjaar                         | Architect                                     | Locatie                                                        | Coördinaten?                  | Nr.?   | Afbeelding |
| --- | ------------------------------------ | -------------------------------- | --------------------------------------------- | -------------------------------------------------------------- | ----------------------------- | ------ | --- |
| Pand in neogotische trant | Woonhuis                             | laatste kwart 19e eeuw           |                                               | Achter de Hoofdwacht 1 St. Stevenskerkhof 54                   | 51° 50' 52" NB, 5° 51' 48" OL | 31114  | Pand in neogotische trant |
| De Blaauwe Hand | Woonhuis                             | 1797                             |                                               | Achter de Hoofdwacht 3 St. Stevenskerkhof 53                   | 51° 50' 53" NB, 5° 51' 48" OL | 31115  | Meer afbeeldingen |
| Pand met verdieping en schilddak | Woonhuis                             | 16e/17e eeuw                     |                                               | Achter de Hoofdwacht 4 - 8                                     | 51° 50' 53" NB, 5° 51' 49" OL | 31116  | Meer afbeeldingen |
| Pand onder schilddak en met gepleisterde gevel onder rechte kroonlijst | Woonhuis                             |                                  |                                               | Begijnenstraat 21, 23                                          | 51° 50' 54" NB, 5° 51' 38" OL | 31117  | Meer afbeeldingen |
| Protestants-Kinderen Weeshuis | Sociale zorg, liefdadigh.            | vermoedelijk 16e eeuw            |                                               | Begijnenstraat 25 - 29                                         | 51° 50' 54" NB, 5° 51' 38" OL | 31118  | Meer afbeeldingen |
| Gepleisterd hoekpand met verdieping en omlopend schilddak | Woonhuis                             | 16e eeuw                         |                                               | Begijnenstraat 33 - 35 Oude Koningstraat 26                    | 51° 50' 56" NB, 5° 51' 39" OL | 31119  | Meer afbeeldingen |
| Pand met gepleisterde lijstgevel | Werk-woonhuis                        | 1838                             |                                               | Begijnenstraat 16 - 16A                                        | 51° 50' 54" NB, 5° 51' 38" OL | 31120  | Meer afbeeldingen |
| Stadhuis | Bestuursgebouw en onderdl            | 1554 / 1879                      | H. van Herengrave P. Cuypers                  | Burchtstraat 20                                                | 51° 50' 49" NB, 5° 51' 57" OL | 31121  | Meer afbeeldingen |
| Voorm. Rooms Katholiek Weeshuis | Sociale zorg, liefdadigh.            | midden 17e eeuw                  |                                               | Kroonstraat 150                                                | 51° 50' 50" NB, 5° 51' 35" OL | 31122  | Meer afbeeldingen |
| Commanderie van Sint Jan | Klooster, kloosteronderdl            | 15e eeuw                         |                                               | Franseplaats 1, 3                                              | 51° 50' 56" NB, 5° 51' 52" OL | 31123  | Meer afbeeldingen |
| Hoekpand | Werk-woonhuis                        | 16e eeuw                         |                                               | Ganzenheuvel 1 Lange Hezelstraat 4-8                           | 51° 50' 52" NB, 5° 51' 40" OL | 31124  | Meer afbeeldingen |
| Pand met twee verdiepingen | Werk-woonhuis                        | 17e eeuw (?)                     |                                               | Ganzenheuvel 3                                                 | 51° 50' 53" NB, 5° 51' 40" OL | 31125  | Pand met twee verdiepingen |
| Pand met twee verdiepingen | Werk-woonhuis                        | 17e eeuw (?)                     |                                               | Ganzenheuvel 5, 7, 13                                          | 51° 50' 53" NB, 5° 51' 40" OL | 31126  | Meer afbeeldingen |
| Pand met twee verdiepingen | Werk-woonhuis                        | 17e eeuw (?)                     |                                               | Ganzenheuvel 9, 11, 15                                         | 51° 50' 53" NB, 5° 51' 40" OL | 31127  | Meer afbeeldingen |
| Glashuis (Sint Jacobskapel) | Kapel                                | 15e eeuw                         |                                               | Glashuis 4                                                     | 51° 50' 55" NB, 5° 51' 34" OL | 31128  | Meer afbeeldingen |
| Kerkboog | Handel en kantoor                    | 1542-1545                        | Claes die Waele                               | St. Stevenskerkhof 58 Bij Grote Markt 21 & 22                  | 51° 50' 52" NB, 5° 51' 48" OL | 31129  | Meer afbeeldingen |
| Pand met aan de voorzijde een gevel met stucversieringen | Werk-woonhuis                        | derde kwart 19e eeuw             |                                               | Grote Markt 19 St. Stevenskerkhof 1A                           | 51° 50' 51" NB, 5° 51' 48" OL | 31130  | Meer afbeeldingen |
| Pand onder schilddak | Werk-woonhuis                        | derde kwart 19e eeuw             |                                               | Grote Markt 20                                                 | 51° 50' 52" NB, 5° 51' 48" OL | 31131  | Meer afbeeldingen |
| Pand met een eenvoudige gepleisterde lijstgevel | Werk-woonhuis                        | 19e eeuw                         |                                               | Grote Markt 21 St. Stevenskerkhof 1                            | 51° 50' 52" NB, 5° 51' 48" OL | 31132  | Meer afbeeldingen |
| Pand, dat oudtijds deel uitmaakte van het Gewandhuis en de Lakenhal | Handel en kantoor                    | ca. 1545                         |                                               | Kerkboog 2 Grote Markt 22                                      | 51° 50' 52" NB, 5° 51' 48" OL | 31133  | Meer afbeeldingen |
| Pand, dat oudtijds deel uitmaakte van het Gewandhuis en de Lakenhal. | Handel en kantoor                    | 1606                             |                                               | Grote Markt 23                                                 | 51° 50' 52" NB, 5° 51' 48" OL | 31134  | Meer afbeeldingen |
| Pand, dat oudtijds deel uitmaakte van de Lakenhal en het Gewandhuis | Handel en kantoor                    | ca. 1545                         |                                               | Grote Markt 24 St. Stevenskerkhof 56                           | 51° 50' 52" NB, 5° 51' 48" OL | 31135  | Meer afbeeldingen |
| Pand, dat oudtijds deel uitmaakte van de Lakenhal en het Gewandhuis | Handel en kantoor                    | ca. 1545                         |                                               | Grote Markt 25 St. Stevenskerkhof 55                           | 51° 50' 52" NB, 5° 51' 48" OL | 31136  | Meer afbeeldingen |
| Boterwaag | Handel en kantoor                    | 1612                             |                                               | Grote Markt 26 - 28                                            | 51° 50' 52" NB, 5° 51' 50" OL | 31137  | Meer afbeeldingen |
| Gepleisterd huis | Werk-woonhuis                        | 16e eeuw                         |                                               | Kannenmarkt 2                                                  | 51° 50' 53" NB, 5° 51' 49" OL | 31138  | Meer afbeeldingen |
| Pand met twee verdiepingen en schilddak met dakkapellen | Woonhuis                             | derde kwart 19e eeuw             |                                               | Kannenmarkt 10 - 16                                            | 51° 50' 52" NB, 5° 51' 50" OL | 31139  | Meer afbeeldingen |
| Waltoren Belvédère | Fort, vesting en -onderdl            | midden 15e eeuw                  |                                               | Kelfkensbos 60                                                 | 51° 50' 51" NB, 5° 52' 21" OL | 31140  | Meer afbeeldingen |
| Pand met twee verdiepingen en schilddak, dat aan de achterzijde aansluit tegen een puntgevel | Werk-woonhuis                        | 17e eeuw                         |                                               | Lage Markt 47 (A-C) Waalkade 9                                 | 51° 50' 59" NB, 5° 51' 46" OL | 31141  | Pand met twee verdiepingen en schilddak, dat aan de achterzijde aansluit tegen een puntgevel |
| Pand | Werk-woonhuis                        | waarschijnlijk uit 16e eeuw      |                                               | Lage Markt 61 - 65                                             | 51° 50' 59" NB, 5° 51' 47" OL | 31142  | Meer afbeeldingen |
| Pand | Werk-woonhuis                        | 16e eeuw                         |                                               | Lage Markt 67 Waalkade 13                                      | 51° 50' 59" NB, 5° 51' 47" OL | 31143  | Meer afbeeldingen |
| Breed pand onder hoog schilddak en met gepleisterde gevels | Werk-woonhuis                        | waarschijnlijk 16e eeuw          |                                               | Lage Markt 71, 73                                              | 51° 50' 59" NB, 5° 51' 48" OL | 31144  | Meer afbeeldingen |
| Pand onder schilddak | Werk-woonhuis                        | waarschijnlijk 16e eeuw          |                                               | Lage Markt 75, 77                                              | 51° 50' 59" NB, 5° 51' 48" OL | 31145  | Meer afbeeldingen |
| Pand onder schilddak. | Werk-woonhuis                        | waarschijnlijk 16e eeuw          |                                               | Lage Markt 79                                                  | 51° 50' 59" NB, 5° 51' 48" OL | 31146  | Meer afbeeldingen |
| Patriciershuis met twee verdiepingen en schilddak | Woonhuis                             | midden 17e eeuw                  |                                               | Lage Markt 30 - 36                                             | 51° 50' 58" NB, 5° 51' 45" OL | 31147  | Meer afbeeldingen |
| Rijzig hoekpand van begane-grond, drie verdiepingen en schilddak met dakkapellen. | Werk-woonhuis                        | waarschijnlijk 17e eeuw          |                                               | Lage Markt 38 - 44 Priemstraat 57                              | 51° 50' 58" NB, 5° 51' 45" OL | 31148  | Meer afbeeldingen |
| Pand met twee verdiepingen en hoog zadeldak, evenwijdig aan de straat | Werk-woonhuis                        | waarschijnlijk 17e eeuw          |                                               | Lange Hezelstraat 10                                           | 51° 50' 52" NB, 5° 51' 39" OL | 31149  | Meer afbeeldingen |
| Pand met insteekverdieping, twee verdieping en dwars zadeldak | Werk-woonhuis                        | ca. 1600                         |                                               | Lange Hezelstraat 12                                           | 51° 50' 52" NB, 5° 51' 39" OL | 31150  | Meer afbeeldingen |
| Pand ter breedte van vijf vensterassen, bestaande uit parterre en twee verdiepingen | Werk-woonhuis                        | 18e/19e eeuw                     |                                               | Lange Hezelstraat 14, 16 (A) Begijnenstraat 6 (A,B), 12        | 51° 50' 53" NB, 5° 51' 38" OL | 31151  | Meer afbeeldingen |
| Pand met gepleisterde halsgevel | Woonhuis                             | midden 17e eeuw                  |                                               | Lange Hezelstraat 17                                           | 51° 50' 52" NB, 5° 51' 39" OL | 31152  | Meer afbeeldingen |
| Pand, waarin gevel in- en uitzwenkende contouren heeft | Werk-woonhuis                        | 17e eeuw                         |                                               | Lange Hezelstraat 28, 30                                       | 51° 50' 53" NB, 5° 51' 36" OL | 31153  | Meer afbeeldingen |
| Pand, waarvan de gepleisterde gevel in- en uitzwenkende contouren heeft | Werk-woonhuis                        | 17e eeuw                         |                                               | Lange Hezelstraat 32                                           | 51° 50' 53" NB, 5° 51' 36" OL | 31154  | Meer afbeeldingen |
| Pand | Werk-woonhuis                        | late middeleeuwen                |                                               | Lange Hezelstraat 42, 44 (A) Papengas 2                        | 51° 50' 53" NB, 5° 51' 35" OL | 31155  | Meer afbeeldingen |
| Arsenaal | Militaire opslagplaats               | begin 19e eeuw                   |                                               | Mariënburg 95 Arsenaalpoort 1 - 12                             | 51° 50' 42" NB, 5° 51' 56" OL | 31156  | Meer afbeeldingen |
| Synagoge | Kerk en kerkonderdeel                | 1756 (ingewijd)                  |                                               | Nonnenstraat 19, 21                                            | 51° 50' 56" NB, 5° 51' 49" OL | 31157  | Meer afbeeldingen |
| Mariënburgkapel | Kapel                                | 15e eeuw                         |                                               | Mariënburg 26                                                  | 51° 50' 43" NB, 5° 51' 59" OL | 31158  | Meer afbeeldingen |
| Pand met verdieping en zadeldak | Woonhuis                             | 18e eeuw                         |                                               | Ottengas 29, 31                                                | 51° 50' 53" NB, 5° 52' 2" OL  | 31159  | Meer afbeeldingen |
| Pand met aan de voorzijde een bakstenen halsgevel | Opslag                               | waarschijnlijk late middeleeuwen |                                               | Oude Haven 102                                                 | 51° 50' 58" NB, 5° 51' 42" OL | 31160  | Meer afbeeldingen |
| Rechthoekig pand van parterre met drie verdiepingen en schilddak | Woonhuis                             | derde kwart 18e eeuw             |                                               | Oude Haven 104 - 108 (A)                                       | 51° 50' 58" NB, 5° 51' 42" OL | 31161  | Meer afbeeldingen |
| Linker helft van in twee woningen gesplitst, breed, onderkelderd, laat-gotisch huis | Werk-woonhuis                        | eerste helft 16e eeuw            |                                               | Priemstraat 19                                                 | 51° 50' 57" NB, 5° 51' 45" OL | 31162  | Meer afbeeldingen |
| Recht helft van in twee woningen gesplitst, breed, onderkelderd, laat-gotisch huis | Werk-woonhuis                        | eerste helft 16e eeuw            |                                               | Priemstraat 21                                                 | 51° 50' 57" NB, 5° 51' 45" OL | 31163  | Meer afbeeldingen |
| Pand met verdieping en hoog zadeldak | Werk-woonhuis                        | waarschijnlijk 17e eeuw          |                                               | Priemstraat 57                                                 | 51° 50' 58" NB, 5° 51' 45" OL | 31164  | Meer afbeeldingen |
| Pand voorzien van geveltop met in- en uitzwenkende contouren | Werk-woonhuis                        | 18e eeuw                         |                                               | Priemstraat 53, 55                                             | 51° 50' 58" NB, 5° 51' 45" OL | 31165  | Meer afbeeldingen |
| Pand, waarvan de lijstgevel een gebeeldhouwde Lodewijk XV-omlijsting van het venster boven de deur heeft                                                                                                   | Woonhuis                             | 18e eeuw                         |                                               | Ridderstraat 13                                                | 51° 50' 51" NB, 5° 52' 3" OL  | 31166  | Meer afbeeldingen |
| Pand, waarin natuurstenen deuromlijsting | Woonhuis                             | eind 18e eeuw                    |                                               | St. Anthoniusplaats 1                                          | 51° 50' 52" NB, 5° 52' 2" OL  | 31167  | Pand, waarin natuurstenen deuromlijsting |
| Cellebroederenhuis 'De Ellendige en andere gevoegde Broederschappen' | Sociale zorg, liefdadigh.            | late middeleeuwen                |                                               | St. Anthoniusplaats 9 Ottengas 15                              | 51° 50' 54" NB, 5° 52' 3" OL  | 31168  | Meer afbeeldingen |
| Pand met aan voor- en achterzijde trapgevels | Werk-woonhuis                        | waarschijnlijk 15e eeuw          |                                               | St. Anthoniusplaats 15, 16 Duivengas 1 - 9                     | 51° 50' 52" NB, 5° 52' 3" OL  | 31169  | Meer afbeeldingen |
| Latijnse School | Onderwijs en wetenschap              | 1544-1545                        |                                               | St. Stevenskerkhof 2, 4                                        | 51° 50' 51" NB, 5° 51' 47" OL | 31170  | Meer afbeeldingen |
| Pand met verdieping en zadeldak | Werk-woonhuis                        | late middeleeuwen                |                                               | St. Stevenshof 5, 6 Stikke Hezelstraat 18                      | 51° 50' 52" NB, 5° 51' 45" OL | 31171  | Meer afbeeldingen |
| Gepleisterd dwarshuis met verdieping en zadeldak | Werk-woonhuis                        | late middeleeuwen                |                                               | St. Stevenskerkhof 7 Stikke Hezelstraat 24                     | 51° 50' 52" NB, 5° 51' 45" OL | 31172  | Meer afbeeldingen |
| Kanunnikenhuis | Woonhuis                             | late middeleeuwen                |                                               | St. Stevenskerkhof 44 Achter de Smidstraat 9                   | 51° 50' 54" NB, 5° 51' 45" OL | 31173  | Meer afbeeldingen |
| Kanunnikenhuis | Woonhuis                             | late middeleeuwen                |                                               | St. Stevenskerkhof 45 Achter de Smidstraat 7                   | 51° 50' 54" NB, 5° 51' 45" OL | 31174  | Meer afbeeldingen |
| Kanunnikenhuis | Woonhuis                             | late middeleeuwen                |                                               | St. Stevenskerkhof 46                                          | 51° 50' 53" NB, 5° 51' 48" OL | 31175  | Kanunnikenhuis |
| Kanunnikenhuis | Woonhuis                             | late middeleeuwen                |                                               | St. Stevenskerkhof 46                                          | 51° 50' 54" NB, 5° 51' 46" OL | 31176  | Kanunnikenhuis |
| Kanunnikenhuis | Woonhuis                             | late middeleeuwen                |                                               | St. Stevenskerkhof 47 Achter de Smidstraat 3, 5                | 51° 50' 54" NB, 5° 51' 47" OL | 31177  | Kanunnikenhuis |
| Kanunnikenhuis | Woonhuis                             | late middeleeuwen                |                                               | St. Stevenskerkhof 47 Achter de Smidstraat 3, 5                | 51° 50' 53" NB, 5° 51' 48" OL | 31178  | Kanunnikenhuis |
| Kanunnikenhuis | Werk-woonhuis                        | late middeleeuwen                |                                               | St. Stevenskerkhof 47 Achter de Smidstraat 3, 5                | 51° 50' 53" NB, 5° 51' 48" OL | 31179  | Kanunnikenhuis |
| Kanunnikenhuis | Woonhuis                             | late middeleeuwen                |                                               | St. Stevenskerkhof 48 Achter de Hoofdwacht 7                   | 51° 50' 53" NB, 5° 51' 49" OL | 31180  | Meer afbeeldingen |
| Grote of Sint-Stevenskerk | Kerk en kerkonderdeel                | 14e/15e eeuw                     |                                               | St. Stevenskerkhof 61, 62, 64                                  | 51° 50' 52" NB, 5° 51' 48" OL | 31181  | Meer afbeeldingen |
| Kerktoren van de Grote of Sint-Stevenskerk | Kerk en kerkonderdeel                | laatste helft 13e eeuw           |                                               | St. Stevenskerkhof 63                                          | 51° 50' 53" NB, 5° 51' 44" OL | 31182  | Meer afbeeldingen |
| Woonhuis onder zadeldak en met trapgevels aan de korte zijden | Woonhuis                             | waarschijnlijk 17e eeuw          |                                               | Waalkade 65 Steenstraat 15 - 19                                | 51° 50' 57" NB, 5° 52' 2" OL  | 31183  | Woonhuis onder zadeldak en met trapgevels aan de korte zijden |
| Brouwershuis | Bedrijfs-,fabriekswoning             | laatste helft 16e eeuw           |                                               | Steenstraat 2, 22 Vleeshouwerstraat 73                         | 51° 50' 57" NB, 5° 51' 58" OL | 31184  | Meer afbeeldingen |
| Besiendershuis | Woonhuis                             | ca. 1525                         |                                               | Steenstraat 26, 28                                             | 51° 50' 56" NB, 5° 52' 1" OL  | 31185  | Meer afbeeldingen |
| Hoekpand met twee verdiepingen en omlopend schilddak, waarin getoogde dakkapellen | Woonhuis                             | derde kwart van de 19e eeuw      |                                               | Waalkade 70 - 79                                               | 51° 50' 55" NB, 5° 52' 9" OL  | 31186  | Meer afbeeldingen |
| Gepleisterd herenhuis met twee verdiepingen en schilddak | Woonhuis                             |                                  |                                               | Waalkade 80 - 83                                               | 51° 50' 55" NB, 5° 52' 10" OL | 31187  | Meer afbeeldingen |
| Stratenmakerstoren | Fort, vesting en -onderdl            | 1525/1526                        |                                               | Waalkade 84                                                    | 51° 50' 55" NB, 5° 52' 11" OL | 31188  | Meer afbeeldingen |
| Kronenburgertoren | Fort, vesting en -onderdl            | 1425-1426                        |                                               | Parkweg 11                                                     | 51° 50' 51" NB, 5° 51' 27" OL | 31189  | Meer afbeeldingen |
| Het Grote Bolwerk | Fort, vesting en -onderdl            | 15e eeuw                         |                                               | Parkweg 5, 65                                                  | 51° 50' 47" NB, 5° 51' 30" OL | 31190  | Het Grote Bolwerk |
| Arkeltoren | Fort, vesting en -onderdl            | 15e eeuw                         |                                               | Parkweg 9                                                      | 51° 50' 43" NB, 5° 51' 32" OL | 31191  | Arkeltoren |
| Het Valkhof Sint-Nicolaaskapel Barbarossa-ruïne | Kasteel, buitenplaats                | 1155                             |                                               | Voerweg 1                                                      | 51° 50' 53" NB, 5° 52' 11" OL | 31192  | Meer afbeeldingen |
| Gedeelte van de stadsmuur | Omwalling                            | tweede kwart der 14e eeuw        |                                               | Voerweg 1                                                      | 51° 50' 51" NB, 5° 52' 17" OL | 31193  | Gedeelte van de stadsmuur |
| Maarten Schonckpoort | Fort, vesting en -onderdl            | 16e eeuw                         |                                               | Lage Markt 47D                                                 | 51° 50' 59" NB, 5° 51' 46" OL | 31194  | Meer afbeeldingen |
| Sint Geertruidenkapel | Kapel                                | midden 16e eeuw                  |                                               | Hunnerpark 6                                                   | 51° 50' 49" NB, 5° 52' 20" OL | 31195  | Meer afbeeldingen |
| Langgerekt gedeelte van de stadsmuur | Omwalling                            | 14e of 15e eeuw                  |                                               | Hunnerpark 2                                                   | 51° 50' 50" NB, 5° 52' 21" OL | 31196  | Langgerekt gedeelte van de stadsmuur |
| Bakstenen muur met steunberen | Omwalling                            | mogelijk late middeleeuwen       |                                               | Ottengas 2                                                     | 51° 50' 54" NB, 5° 52' 2" OL  | 31197  | Meer afbeeldingen |
| Poortjes Oud-Burger Gasthuis | Sociale zorg, liefdadigh.            | 1645 en 1646                     |                                               | Professor Cornelissenstraat 2                                  | 51° 50' 1" NB, 5° 51' 57" OL  | 31198  | Meer afbeeldingen |
| Sint Annamolen | Industrie- en poldermolen            | 1819                             |                                               | Hatertseweg 14                                                 | 51° 49' 43" NB, 5° 51' 23" OL | 31199  | Meer afbeeldingen |
| Huis Hatert | Kasteel, buitenplaats                | late middeleeuwen                |                                               | Vossenhof 40                                                   | 51° 48' 32" NB, 5° 49' 9" OL  | 31201  | Meer afbeeldingen |
| Petruskerk | Kerk en kerkonderdeel                | midden 19e eeuw                  |                                               | Schependomlaan 85 Korte Bredestraat 37                         | 51° 50' 26" NB, 5° 49' 45" OL | 31202  | Meer afbeeldingen |
| Kerktoren van de Petruskerk | Kerk en kerkonderdeel                |                                  |                                               | Schependomlaan 85 Korte Bredestraat 37                         | 51° 50' 26" NB, 5° 49' 45" OL | 31203  | Meer afbeeldingen |
| Sint Antonius Abtkerk | Kerk en kerkonderdeel                | 1879                             | P. Cuypers                                    | Dennenstraat 125                                               | 51° 50' 9" NB, 5° 49' 13" OL  | 31204  | Meer afbeeldingen |
| Nederlands Hervormde kerk, voorheen Antonius Abtkerk | Kerk en kerkonderdeel                |                                  |                                               | Dorpsstraat 112                                                | 51° 50' 6" NB, 5° 48' 38" OL  | 31205  | Meer afbeeldingen |
| Kerktoren Nederlands Hervormde kerk, voorheen Antonius Abtkerk | Kerk en kerkonderdeel                |                                  |                                               | Dorpsstraat bij 112                                            | 51° 50' 6" NB, 5° 48' 37" OL  | 31206  | Meer afbeeldingen |
| De Witte Molen | Industrie- en poldermolen            | 1760                             |                                               | Looimolenweg 15                                                | 51° 50' 12" NB, 5° 50' 34" OL | 31207  | Meer afbeeldingen |
| Spieker De spijker | Woonhuis                             |                                  |                                               | Nederheidseweg 198                                             | 51° 50' 34" NB, 5° 47' 33" OL | 31208  | Meer afbeeldingen |
| Landhoofd Spoorbrug | Open verdedigingswerk                | 1876                             |                                               | Spoorbrugkade 3, 3A                                            | 51° 51' 3" NB, 5° 51' 21" OL  | 333577 | Meer afbeeldingen |
| Benzinestation Auto Palace | Nijverheid                           | 1936                             | B.J. Meerman Johan van der Pijll              | Muldersweg 16, 16a                                             | 51° 49' 45" NB, 5° 49' 32" OL | 386790 | Meer afbeeldingen |
| Terrein waarin sporen van bewoning (burgerlijk en militair) uit de Romeinse Tijd, sporen van bewoning en begraving uit de Vroege en Late Middeleeuwen en de resten van een burcht uit de Late Middeleeuwen | Archeologisch monument               | Romeinse tijd, late Middeleeuwen |                                               |                                                                | 51° 50' 49" NB, 5° 52' 20" OL | 395952 | Terrein waarin sporen van bewoning (burgerlijk en militair) uit de Romeinse Tijd, sporen van bewoning en begraving uit de Vroege en Late Middeleeuwen en de resten van een burcht uit de Late Middeleeuwen |
| Terrein waarin sporen van bewoning uit de Romeinse Tijd | Archeologisch monument               | Romeinse tijd                    |                                               |                                                                | 51° 50' 58" NB, 5° 50' 50" OL | 397576 | Upload foto |
| Terrein waarin sporen van bewoning uit de Prehistorie en de Romeinse Tijd | Archeologisch monument               | Prehistorie en Romeinse tijd     |                                               |                                                                | 51° 50' 14" NB, 5° 53' 34" OL | 45809  | Upload foto |
| Grafveld | Archeologisch monument               | 1e eeuw na Chr.                  |                                               |                                                                | 51° 50' 6" NB, 5° 53' 46" OL  | 45810  | Upload foto |
| Militaire versterkingen t.b.v. legioenen | Archeologisch monument               | 1e - 2e eeuw na Chr              |                                               |                                                                | 51° 50' 28" NB, 5° 52' 50" OL | 45811  | Upload foto |
| Canisius College | Onderwijs en wetenschap              | 1898-1900                        | N. Molenaar sr.                               | Berg en Dalseweg 81 (A, B)                                     | 51° 50' 27" NB, 5° 52' 40" OL | 46805  | Meer afbeeldingen |
| Orgel van de Lutherse Kerk | Kerk en kerkonderdeel                | 1756                             | M. van Deventer                               | Prins Hendrikstraat 79 Jacob Canisstraat 110, 112              | 51° 50' 31" NB, 5° 52' 14" OL | 476729 | Meer afbeeldingen |
| Albertinum | Klooster, kloosteronderdl            | 1930-1932                        | Eduard Cuypers                                | Heyendaalseweg 121 - 133                                       | 51° 49' 38" NB, 5° 52' 17" OL | 508798 | Meer afbeeldingen |
| Berk en Eik Huize Marie-Louise | Woonhuis                             | 1923                             | O. Leeuw                                      | Eversweg 4                                                     | 51° 49' 50" NB, 5° 54' 9" OL  | 522922 | Berk en EikHuize Marie-Louise |
| Berk en Eik Huize Marie-Louise (garage) | Onderdeel woningen e.d.              | 1926                             | O. Leeuw                                      | Eversweg bij 4                                                 | 51° 49' 50" NB, 5° 54' 9" OL  | 522923 | Berk en EikHuize Marie-Louise (garage) |
| Berk en Eik Huize Marie-Louise (theekoepel) | Tuin, park en plantsoen              | 1923                             | O. Leeuw                                      | Eversweg bij 4                                                 | 51° 49' 50" NB, 5° 54' 6" OL  | 522924 | Berk en EikHuize Marie-Louise (theekoepel) |
| Berk en Eik Huize Marie-Louise (toegangshek) | Erfscheiding                         | 1923                             | O. Leeuw                                      | Eversweg bij 4                                                 | 51° 49' 50" NB, 5° 54' 6" OL  | 522925 | Meer afbeeldingen |
| Villa Brakkesteyn | Woonhuis                             | 1865                             |                                               | Driehuizerweg 285                                              | 51° 49' 10" NB, 5° 52' 32" OL | 522927 | Meer afbeeldingen |
| Villa Brakkensteyn (dressuurstal) | Opslag                               | 1916                             | A. Jacot                                      | Driehuizerweg 283                                              | 51° 49' 10" NB, 5° 52' 32" OL | 522928 | Meer afbeeldingen |
| Villa Brakkensteyn (tuinmanswoning) | Bijgebouwen kastelen enz.            | 1916                             | A. Jacot                                      | Driehuizerweg 287                                              | 51° 49' 1" NB, 5° 52' 14" OL  | 522929 | Meer afbeeldingen |
| Villa Brakkensteyn (schelpenhuis) | Bijgebouwen kastelen enz.            | 1865                             |                                               | Driehuizerweg 281                                              | 51° 49' 10" NB, 5° 52' 32" OL | 522930 | Meer afbeeldingen |
| Villa Brakkensteyn (waterput) | Straatmeubilair                      | 1916                             |                                               | Driehuizerweg bij 285                                          | 51° 49' 11" NB, 5° 52' 23" OL | 522931 | Meer afbeeldingen |
| Villa Brakkensteyn (toegangshekken) | Erfscheiding                         | 1916                             |                                               | Driehuizerweg bij 287                                          | 51° 49' 1" NB, 5° 52' 14" OL  | 522932 | Meer afbeeldingen |
| Villa Brakkensteyn (park ) | Tuin, park en plantsoen              | minimaal 18e eeuw                |                                               | Driehuizerweg bij 285                                          | 51° 49' 11" NB, 5° 52' 23" OL | 522933 | Meer afbeeldingen |
| Joodse Begraafplaats aanleg | Begraafplaats en -onderdl            | 1915                             |                                               | Postweg 62 Kwakkenbergweg 1                                    | 51° 49' 50" NB, 5° 53' 1" OL  | 522935 | Meer afbeeldingen |
| Bebouwing op de Joodse Begraafplaats | Begraafplaats en -onderdl            | 1921                             | O. Leeuw                                      | Postweg 62 Kwakkenbergweg 1                                    | 51° 49' 51" NB, 5° 52' 59" OL | 522936 | Bebouwing op de Joodse Begraafplaats |
| Begraafplaats Daalseweg aanleg | Begraafplaats en -onderdl            | 1885                             | J.J. Weve                                     | Daalseweg 110                                                  | 51° 50' 19" NB, 5° 52' 24" OL | 522938 | Meer afbeeldingen |
| Bebouwing op Begraafplaats Daalseweg | Begraafplaats en -onderdl            | 1885                             | J.J. Weve                                     | Daalseweg 110                                                  | 51° 50' 19" NB, 5° 52' 24" OL | 522939 | Meer afbeeldingen |
| Kruiswegstaties op de begraafplaats Daalseweg | Kerk en kerkonderdeel                | 1885                             | J.J. Weve                                     | Daalseweg 110                                                  | 51° 50' 19" NB, 5° 52' 24" OL | 522940 | Meer afbeeldingen |
| Grafmonument van de familie Van Heukelum op Begraafplaats Daalseweg | Begraafplaats en -onderdl            | 1885-1900                        |                                               | Daalseweg 110                                                  | 51° 50' 19" NB, 5° 52' 24" OL | 522941 | Meer afbeeldingen |
| Grafmonument van de familie Veerkamp op Begraafplaats Daalseweg | Begraafplaats en -onderdl            | 1900                             |                                               | Daalseweg 110                                                  | 51° 50' 19" NB, 5° 52' 24" OL | 522942 | Meer afbeeldingen |
| Grafmonument van A.F. Smulders op Begraafplaats Daalseweg | Begraafplaats en -onderdl            | 1908                             |                                               | Daalseweg 110                                                  | 51° 50' 19" NB, 5° 52' 24" OL | 522943 | Grafmonument van A.F. Smulders opBegraafplaats Daalseweg |
| Grafmonument van de familie Randag op Begraafplaats Daalseweg | Begraafplaats en -onderdl            | 1928                             |                                               | Daalseweg 110                                                  | 51° 50' 19" NB, 5° 52' 24" OL | 522944 | Meer afbeeldingen |
| Grafmonument van Carel van Rosendael op Begraafplaats Daalseweg | Begraafplaats en -onderdl            | 1900                             | H.A. Euwens                                   | Daalseweg 110                                                  | 51° 50' 19" NB, 5° 52' 24" OL | 522945 | Meer afbeeldingen |
| Maria Geboortekerk | Kerk en kerkonderdeel                | 1900 - 1924                      | J. Kaijser sr. J. Kaijser jr.                 | Berg en Dalseweg 42                                            | 51° 50' 32" NB, 5° 52' 23" OL | 522947 | Meer afbeeldingen |
| Pastorie Maria Geboortekerk | Kerkelijke dienstwoning              | 1930 - 1931                      | H.M. Zoetmulder                               | Berg en Dalseweg 40                                            | 51° 50' 32" NB, 5° 52' 23" OL | 522948 | Pastorie Maria Geboortekerk |
| Museum Kam | Welzijn, kunst en cultuur            | 1922                             | O. Leeuw                                      | Museum Kamstraat 45                                            | 51° 50' 31" NB, 5° 52' 42" OL | 522950 | Meer afbeeldingen |
| Conciërgewoning Museum Kam | Dienstwoning Museum Kam              | 1922                             |                                               | Museum Kamstraat 47                                            | 51° 50' 31" NB, 5° 52' 42" OL | 522951 | Conciërgewoning Museum Kam |
| Hekwerk Museum Kam | Erfscheiding                         | 1922                             |                                               | Museum Kamstraat bij 45 en 47                                  | 51° 50' 31" NB, 5° 52' 42" OL | 522952 | Meer afbeeldingen |
| Kronenburgerpark | Tuin, park en plantsoen              | 1886                             | Henri Leeuw sr. Henri Leeuw jr.               | Parkweg bij 99                                                 | 51° 50' 44" NB, 5° 51' 27" OL | 522957 | Meer afbeeldingen |
| Leeuw in het Kronenburgerpark | Tuin, park en plantsoen              | 1886                             | Henri Leeuw sr. Henri Leeuw jr.               | Parkweg bij 99                                                 | 51° 50' 48" NB, 5° 51' 28" OL | 522960 | Meer afbeeldingen |
| LIMOS-kazerne (Krayenhoffkazerne) | Militair verblijfsgebouw             | 1905                             |                                               | Molenveldlaan 10 - 170                                         | 51° 49' 59" NB, 5° 52' 31" OL | 522962 | Meer afbeeldingen |
| LIMOS-kazerne (Snijderskazerne) | Militair verblijfsgebouw             | 1906                             |                                               | Molenveldlaan 180 - 292                                        | 51° 49' 59" NB, 5° 52' 42" OL | 522963 | Meer afbeeldingen |
| LIMOS-kazerne (kantine) | Militair verblijfsgebouw             | 1905 - 1906                      |                                               | Molenveldlaan 59                                               | 51° 49' 59" NB, 5° 52' 31" OL | 522964 | Meer afbeeldingen |
| LIMOS-kazerne (Kledingmagazijn) | Militaire opslagplaats               | 1905 - 1906                      |                                               | Molenveldlaan 2 (A, B), 4 (A, B), 6 (A, B), 8                  | 51° 49' 59" NB, 5° 52' 31" OL | 522965 | Meer afbeeldingen |
| LIMOS-kazerne (hek & wachthuisjes) | Militair wachtgebouw                 | 1905 - 1906                      |                                               | Molenveldlaan 10, 180                                          | 51° 49' 59" NB, 5° 52' 31" OL | 522966 | Meer afbeeldingen |
| LIMOS-kazerne (schuilkelders) | Bomvrij militair object              | 1941                             |                                               | Molenveldlaan 10, 180                                          | 51° 49' 59" NB, 5° 52' 31" OL | 522967 | LIMOS-kazerne(schuilkelders) |
| LIMOS-kazerne (Prins Hendrikkazerne) | Militair verblijfsgebouw             | 1910                             | Jan Limburg                                   | Dommer van Poldersveldtweg 112                                 | 51° 49' 53" NB, 5° 52' 44" OL | 522968 | Meer afbeeldingen |
| LIMOS-kazerne (4 toegangspoorten, 1 hek en wachthuisje) | Militair wachtgebouw                 | 1910-1912                        |                                               | Molenveldlaan 10, 180                                          | 51° 49' 53" NB, 5° 52' 44" OL | 522969 | Meer afbeeldingen |
| LIMOS-kazerne (burgerkantine) | Militair verblijfsgebouw             | 1910                             | Jan Limburg                                   | Limoslaan 21, 23                                               | 51° 49' 59" NB, 5° 52' 31" OL | 522970 | Meer afbeeldingen |
| Herenhuis | Woonhuis                             | 1898                             | Van de Pluijm & Gielen                        | Kronenburgersingel 231                                         | 51° 50' 45" NB, 5° 51' 22" OL | 522972 | Herenhuis |
| Hekwerk | Erfscheiding                         | 1898                             | Van de Pluijm & Gielen                        | Kronenburgersingel 231                                         | 51° 50' 46" NB, 5° 51' 22" OL | 522973 | Meer afbeeldingen |
| Onderkelderde en aan drie zijden vrijstaande herenhuis | Woonhuis                             | 1906                             | W.J. Maurits                                  | Prins Hendrikstraat 2                                          | 51° 50' 34" NB, 5° 52' 7" OL  | 522975 | Onderkelderde en aan drie zijden vrijstaande herenhuis |
| Garage | Onderdeel woningen e.d.              | 1921                             | M. Thunnissen                                 | Prins Hendrikstraat 2                                          | 51° 50' 34" NB, 5° 52' 7" OL  | 522976 | Meer afbeeldingen |
| Villa Salatiga | Woonhuis                             | 1910 - 1911                      | O. Leeuw                                      | Sterreschansweg 77                                             | 51° 50' 29" NB, 5° 53' 8" OL  | 522978 | Meer afbeeldingen |
| Villa Salatiga (theekoepel) | Tuin, park en plantsoen              | 1911                             |                                               | Sterreschansweg 77                                             | 51° 50' 29" NB, 5° 53' 7" OL  | 522979 | Meer afbeeldingen |
| Villa Salatiga (plantenkas) | Tuin, park en plantsoen              | 1911                             |                                               | Sterreschansweg 77                                             | 51° 50' 29" NB, 5° 53' 8" OL  | 522980 | Meer afbeeldingen |
| Villa Salatiga (hekwerk) | Erfscheiding                         | 1910-1911                        |                                               | Sterreschansweg 77                                             | 51° 50' 29" NB, 5° 53' 8" OL  | 522981 | Meer afbeeldingen |
| Neboklooster | Kerk en kerkonderdeel                | 1926 - 1928                      | Jan Stuyt Piet Gerrits Gerard Mathot          | Sionsweg 2 (A)                                                 | 51° 48' 43" NB, 5° 53' 3" OL  | 522983 | Meer afbeeldingen |
| Neboklooster (plantenkas) | Tuin, park en plantsoen              | 1926 - 1928                      |                                               | Sionsweg 2 (A)                                                 | 51° 48' 43" NB, 5° 53' 3" OL  | 522984 | Neboklooster(plantenkas) |
| Transformatorhuisje | Nutsbedrijf                          | 1930                             |                                               | Waldeck Pyrmontsingel 1A                                       | 51° 50' 29" NB, 5° 52' 12" OL | 522985 | Transformatorhuisje |
| Blok met herenhuizen | Woonhuis                             | 1890                             | Bert Brouwer                                  | Berg en Dalseweg 58 (A), 60 (A), 62                            | 51° 50' 32" NB, 5° 52' 29" OL | 522986 | Meer afbeeldingen |
| Dubbel herenhuis met tuinhek | Woonhuis                             | ca. 1890                         | Bert Brouwer                                  | Berg en Dalseweg 54,56                                         | 51° 50' 32" NB, 5° 52' 28" OL | 522987 | Meer afbeeldingen |
| Kantongerecht | Gerechtsgebouw                       | 1905 - 1906                      | W.C. Metzelaar                                | Oranjesingel 56 van Schevichavenstraat 7                       | 51° 50' 35" NB, 5° 51' 58" OL | 522988 | Kantongerecht |
| Café Trianon | Horeca                               | 1910                             | Piet Buskens                                  | Berg en Dalseweg 33                                            | 51° 50' 33" NB, 5° 52' 31" OL | 522989 | Café Trianon |
| Villa Oud-Mariënboom | Woonhuis                             | 1822 / 1875                      |                                               | Groesbeekseweg 424                                             | 51° 49' 25" NB, 5° 52' 46" OL | 522990 | Meer afbeeldingen |
| Winkel-woonhuis | Handel en kantoor                    | 1903                             | J.S. Grandjean                                | Kannenmarkt 6, 8                                               | 51° 50' 52" NB, 5° 51' 50" OL | 522991 | Meer afbeeldingen |
| Titus Brandsma Gedachteniskerk | Kerk en kerkonderdeel                | 1909                             | B.J.C. Claase                                 | Keizer Karelplein 19 van Trieststraat 14                       | 51° 50' 26" NB, 5° 51' 32" OL | 522992 | Meer afbeeldingen |
| Woonhuis met hekwerk | Woonhuis                             | 1895                             | H.M. Hendriks                                 | Burghardt van den Berghstraat 3                                | 51° 50' 23" NB, 5° 51' 32" OL | 522993 | Meer afbeeldingen |
| Agnes Reiniera Fröbelschool | Onderwijs en wetenschap              | 1920                             | J. Vingerhoets C.N. Hoogterp                  | Groenestraat 210                                               | 51° 49' 54" NB, 5° 51' 1" OL  | 522994 | Agnes Reiniera Fröbelschool |
| Vrijstaand herenhuis met smeedijzeren hekwerk | Woonhuis                             | 1915                             | W.J.H. van der Waarden                        | Oranjesingel 2                                                 | 51° 50' 32" NB, 5° 51' 41" OL | 522995 | Meer afbeeldingen |
| Herenhuis met smeedijzeren hekwerk | Woonhuis                             | 1903                             | W.J.H. van der Waarden                        | Oranjesingel 68                                                | 51° 50' 36" NB, 5° 52' 2" OL  | 522996 | Herenhuis met smeedijzeren hekwerk |
| Kinderhuis Villandry | Gezondheidszorg                      | 1926-1931                        | E. Verschuyl                                  | Bosweg 160                                                     | 51° 49' 37" NB, 5° 53' 3" OL  | 522997 | Meer afbeeldingen |
| Blok met woonhuis, beneden- en bovenwoning met een door een eenvoudig smeedijzeren spijlenhek omzoomde voortuin                                                                                            | Woonhuis                             | 1897                             |                                               | Burghardt van den Berghstraat 17, 19 van Dulckenstraat 49, 49A | 51° 50' 22" NB, 5° 51' 30" OL | 522998 | Blok met woonhuis, beneden- en bovenwoning met een door een eenvoudig smeedijzeren spijlenhek omzoomde voortuin                                                                                            |
| Woonhuis met schuur/werkplaats | Woonhuis                             | 1887                             | W.J. Maurits                                  | van Welderenstraat 75                                          | 51° 50' 35" NB, 5° 51' 49" OL | 522999 | Woonhuis met schuur/werkplaats |
| De Vereeniging | Welzijn, kunst en cultuur            | 1915                             | O. Leeuw                                      | St. Annastraat 1A Keizer Karelplein 2D                         | 51° 50' 28" NB, 5° 51' 40" OL | 523000 | Meer afbeeldingen |
| Halfvrijstaand herenhuis met oorspronkelijk smeedijzeren hekwerk rond de voortuin | Woonhuis                             | 1915                             |                                               | Oranjesingel 17 (A)                                            | 51° 50' 30" NB, 5° 51' 49" OL | 523001 | Halfvrijstaand herenhuis met oorspronkelijk smeedijzeren hekwerk rond de voortuin |
| Halfvrijstaand herenhuis met oorspronkelijk smeedijzeren hekwerk rond de voortuin | Woonhuis                             | 1907                             | W.J. Maurits                                  | Oranjesingel 65                                                | 51° 50' 33" NB, 5° 52' 4" OL  | 523002 | Halfvrijstaand herenhuis met oorspronkelijk smeedijzeren hekwerk rond de voortuin |
| Herenhuis met oorspronkelijk smeedijzeren hekwerk rond de voortuin | Woonhuis                             | 1907                             | W.J. Maurits                                  | Oranjesingel 67                                                | 51° 50' 34" NB, 5° 52' 4" OL  | 523003 | Herenhuis met oorspronkelijk smeedijzeren hekwerk rond de voortuin |
| Huize Heyendaal | Woonhuis                             | 1912-1913                        | C. Estourgie                                  | Geert Grooteplein Noord 9                                      | 51° 49' 27" NB, 5° 51' 32" OL | 523004 | Meer afbeeldingen |
| Bloemisterij | Winkel                               | 1935                             | C. Estourgie                                  | St. Annastraat 338B                                            | 51° 49' 25" NB, 5° 51' 22" OL | 523005 | Bloemisterij |
| Vrijstaande villa | Woonhuis                             | 1920                             | M.J. Granpré Molière                          | Eversweg 2                                                     | 51° 49' 50" NB, 5° 54' 14" OL | 523006 | Vrijstaande villa |
| Herenhuis met hekwerk | Woonhuis                             | 1891                             | Van de Pluijm & Gielen                        | Graafseweg 3                                                   | 51° 50' 28" NB, 5° 51' 30" OL | 523007 | Meer afbeeldingen |
| Mariënbosch | Klooster, kloosteronderdl            | 1923 - 1924                      | C. Estourgie                                  | Groesbeekseweg 351                                             | 51° 49' 18" NB, 5° 52' 56" OL | 523008 | Meer afbeeldingen |
| Vrijstaande villa met hekwerk | Werk-woonhuis                        | 1889                             | J.J. Weve                                     | Oranjesingel 2a Arksteestraat 1                                | 51° 50' 32" NB, 5° 51' 43" OL | 523009 | Meer afbeeldingen |
| Dubbel herenhuis met hekwerken | Woonhuis                             | 1910 - 1911                      | J. Knoops Jr. Joh. Knoops Jrzn.               | Berg en Dalseweg 253, 255                                      | 51° 50' 9" NB, 5° 53' 11" OL  | 523010 | Dubbel herenhuis met hekwerken |
| Herenhuis met hekwerken | Woonhuis                             | 1895                             | G. Buskens                                    | Oranjesingel 20                                                | 51° 50' 33" NB, 5° 51' 49" OL | 523011 | Meer afbeeldingen |
| Herenhuis, dat thans in gebruik is als kantoor | Woonhuis                             | 1895                             | G. Buskens                                    | Oranjesingel 24                                                | 51° 50' 33" NB, 5° 51' 50" OL | 523012 | Meer afbeeldingen |
| Herenhuis met hekwerken, dat thans in gebruik is als kantoor | Woonhuis                             | 1895                             | G. Buskens                                    | Oranjesingel 26                                                | 51° 50' 33" NB, 5° 51' 50" OL | 523013 | Meer afbeeldingen |
| Herenhuis met hekwerk, dat thans in gebruik is als kantoor | Woonhuis                             | 1895                             | G. Buskens                                    | Oranjesingel 28                                                | 51° 50' 33" NB, 5° 51' 51" OL | 523014 | Meer afbeeldingen |
| Herenhuis, dat thans in gebruik is als kantoor | Woonhuis                             | 1903                             | W.J.H. van der Waarden                        | Oranjesingel 70                                                | 51° 50' 36" NB, 5° 52' 2" OL  | 523015 | Herenhuis, dat thans in gebruik is als kantoor |
| Herenhuis met hekwerk | Woonhuis                             | 1895                             |                                               | Oranjesingel 40                                                | 51° 50' 34" NB, 5° 51' 53" OL | 523016 | Meer afbeeldingen |
| Collegium Berchmanianum | Klooster, kloosteronderdl            | 1927 - 1929                      | J. Cuypers P. Cuypers                         | Houtlaan 4                                                     | 51° 49' 1" NB, 5° 51' 56" OL  | 523017 | Meer afbeeldingen |
| Half vrijstaande praktijkwoning met ommuurde voor- en zijtuin | Werk-woonhuis                        | 1939                             | C. Estourgie                                  | St. Annastraat 244                                             | 51° 49' 48" NB, 5° 51' 27" OL | 523018 | Meer afbeeldingen |
| Grote vrijstaande villa | Woonhuis                             | 1883                             |                                               | St. Annastraat 283                                             | 51° 49' 44" NB, 5° 51' 29" OL | 523019 | Grote vrijstaande villa |
| Herenhuis met spijlenhek | Woonhuis                             | Ca. 1900                         |                                               | St. Annastraat 55A Fransestraat 83                             | 51° 50' 17" NB, 5° 51' 37" OL | 523020 | Herenhuis met spijlenhek |
| Half-vrijstaand herenhuis met aangebouwde berging en oorspronkelijk smeedijzeren hekwerk rond de voortuin                                                                                                  | Woonhuis                             | 1909                             | Gebroeders Haspels                            | Oranjesingel 43                                                | 51° 50' 31" NB, 5° 51' 56" OL | 523021 | Half-vrijstaand herenhuis met aangebouwde berging en oorspronkelijk smeedijzeren hekwerk rond de voortuin                                                                                                  |
| Groot dubbel herenhuis | Woonhuis                             | 1871                             |                                               | Oude Haven 86, 88                                              | 51° 50' 58" NB, 5° 51' 40" OL | 523022 | Meer afbeeldingen |
| Herenhuis met smeedijzeren hekwerk | Woonhuis                             | 1909                             | O. Leeuw                                      | Prins Bernhardstraat 1                                         | 51° 50' 33" NB, 5° 52' 0" OL  | 523023 | Meer afbeeldingen |
| Herenhuis met oorspronkelijk smeedijzeren hekwerk rond de voortuin | Woonhuis                             | 1909                             | O. Leeuw                                      | Oranjesingel 51                                                | 51° 50' 33" NB, 5° 52' 1" OL  | 523024 | Herenhuis met oorspronkelijk smeedijzeren hekwerk rond de voortuin |
| Dubbele villa | Woonhuis                             | 1909                             | F.A. Ludewig                                  | Berg en Dalseweg 146, 148                                      | 51° 50' 19" NB, 5° 52' 50" OL | 523025 | Dubbele villa |
| Rijtje van vier herenhuizen met hekken | Woonhuis                             | 1909                             | F.A. Ludewig                                  | Prins Bernhardstraat 2 (A), 4, 6, 8                            | 51° 50' 31" NB, 5° 51' 58" OL | 523026 | Rijtje van vier herenhuizen met hekken |
| Olde Wehme | Kerkelijke dienstwoning              | Ca. 1870                         |                                               | Kerkpad 30                                                     | 51° 50' 24" NB, 5° 49' 51" OL | 523028 | Meer afbeeldingen |
| Aaneengesloten rij van vijf herenhuizen met hekwerken | Woonhuis                             | Ca. 1895                         |                                               | Groesbeekseweg 1, 3, 5 Nijhoffstraat 6 Sloetstraat 5           | 51° 50' 26" NB, 5° 51' 44" OL | 523029 | Meer afbeeldingen |
| Begraafplaatsaula en hekken | Begraafplaats en -onderdl            | 1920 - 1921                      | J.J. Weve                                     | Graafseweg 419                                                 | 51° 49' 52" NB, 5° 49' 54" OL | 523030 | Meer afbeeldingen |
| Bisschop-Hamerhuis | Klooster, kloosteronderdl            | 1923                             | C. Estourgie                                  | Verlengde Groenestraat 75                                      | 51° 49' 44" NB, 5° 51' 44" OL | 523031 | Meer afbeeldingen |
| Rij van zeven herenhuizen | Woonhuis                             | 1895                             | W.J. Maurits                                  | Groesbeekseweg 14, 16, 18, 20, 22, 24 Pontanusstraat 2         | 51° 50' 25" NB, 5° 51' 42" OL | 523032 | Meer afbeeldingen |
| Transformatorhuis | Nutsbedrijf                          | 1930                             |                                               | Industrieweg 100                                               | 51° 51' 16" NB, 5° 49' 29" OL | 523033 | Transformatorhuis |
| Schutsluis en verkeersbrug | Waterkering en -doorlaat             | 1923 - 1928                      |                                               | Oostkanaaldijk 382                                             | 51° 51' 13" NB, 5° 49' 26" OL | 523034 | Meer afbeeldingen |
| De Tempelier | Horeca                               | 1902                             | P.G. Buskens                                  | Molenstraat 93, 95, 97                                         | 51° 50' 37" NB, 5° 51' 42" OL | 523036 | Meer afbeeldingen |
| Het Slotje | Woonhuis                             | 1907 - 1908                      | W. Hoffmann                                   | Neerbosscheweg 620                                             | 51° 50' 9" NB, 5° 48' 57" OL  | 523037 | Meer afbeeldingen |
| Openbare School N0.2 voor U.L.O. | Onderwijs en wetenschap              | 1905 - 1906                      | J.J. Weve                                     | Prins Hendrikstraat 7 Bijleveldsingel 17                       | 51° 50' 32" NB, 5° 52' 12" OL | 523038 | Meer afbeeldingen |
| Bethelkerkje kinderdorp Neerbosch | Kerk en kerkonderdeel                | 1881-1882                        | L.A. Brouwer                                  | Scherpenkampweg 58                                             | 51° 50' 36" NB, 5° 47' 55" OL | 523039 | Meer afbeeldingen |
| Villa De Westerhelling | Woonhuis                             | 1912                             | O. Leeuw                                      | Sophiaweg 4                                                    | 51° 49' 49" NB, 5° 53' 37" OL | 523040 | Meer afbeeldingen |
| Hollandsch-Duitsch gemaal | Gemaal                               | 1933                             | M.J. Granpré Molière                          | Dijkgraaf van Wijckweg 4 Ubbergseweg 5                         | 51° 50' 49" NB, 5° 52' 36" OL | 523041 | Meer afbeeldingen |
| Villa De Varenhof | Woonhuis                             | 1849                             |                                               | Ubbergseweg 170                                                | 51° 50' 27" NB, 5° 53' 24" OL | 523042 | Villa De Varenhof |
| Prima Villa | Woonhuis                             | 1878                             |                                               | Voorstadslaan 57                                               | 51° 50' 52" NB, 5° 50' 57" OL | 523043 | Meer afbeeldingen |
| Woonhuis met hek | Woonhuis                             | Ca. 1890                         | P.H. Scheltema                                | St. Annastraat 73                                              | 51° 50' 15" NB, 5° 51' 37" OL | 523044 | Meer afbeeldingen |
| Halfvrijstaande herenhuis met hekwerk en prieel | Werk-woonhuis                        | 1903                             | W.J. Maurits                                  | Staringstraat 9                                                | 51° 50' 37" NB, 5° 52' 4" OL  | 523045 | Meer afbeeldingen |
| Halfvrijstaande herenhuis met hekwerken | Woonhuis                             | 1897                             | W.J. Maurits                                  | Straalmanstraat 30                                             | 51° 50' 37" NB, 5° 52' 20" OL | 523046 | Halfvrijstaande herenhuis met hekwerken |
| Herenhuis met tuinhek | Woonhuis                             | 1904                             | H.G. Burgers                                  | Vondelstraat 69                                                | 51° 50' 25" NB, 5° 51' 15" OL | 523047 | Herenhuis met tuinhek |
| Loge St. Lodewijk | Vergadering en vereniging            | 1898                             |                                               | Waldeck Pyrmontsingel 77, 79 (A)                               | 51° 50' 25" NB, 5° 51' 56" OL | 523048 | Meer afbeeldingen |
| Montessori- en Fröbelschool | Onderwijs en wetenschap              | 1933                             | J. Zwanikken                                  | Elzenstraat 2                                                  | 51° 50' 1" NB, 5° 53' 0" OL   | 523049 | Montessori- en Fröbelschool |
| Badhuis | Gezondheidszorg                      | 1928                             |                                               | Daalseweg 262 Koolemans Beynenstraat 1                         | 51° 50' 14" NB, 5° 52' 36" OL | 523050 | Badhuis |
| Dubbel herenhuis met hekwerk | Woonhuis                             | 1913                             | B.T. Boeyinga                                 | Groesbeekseweg 88, 90                                          | 51° 50' 17" NB, 5° 51' 56" OL | 523051 | Dubbel herenhuis met hekwerk |
| De Gruyter | Werk-woonhuis (voormalig winkelpand) | 1919                             | W.G. Welsing                                  | Mariaplein 6 Ten Hoetstraat 2                                  | 51° 50' 33" NB, 5° 52' 29" OL | 523052 | Meer afbeeldingen |
| Drie aaneengesloten herenhuizen | Woonhuis                             | 1881                             | L.A. Brouwer                                  | Parkweg 120, 122, 124                                          | 51° 50' 53" NB, 5° 51' 27" OL | 523053 | Meer afbeeldingen |
| Villa De Wolfskuyl | Woonhuis                             | 1913                             | C. de Groot                                   | Graafseweg 232 (A)                                             | 51° 50' 10" NB, 5° 50' 31" OL | 523054 | Meer afbeeldingen |
| Spoorwegmonument | Gedenkteken                          | 1884                             | J.J. Weve                                     | Hoogstraat 2                                                   | 51° 50' 53" NB, 5° 52' 3" OL  | 523055 | Meer afbeeldingen |
| Standbeeld van Petrus Canisius | Gedenkteken                          | 1927                             | A.S.L.N. Dupuis                               | Hunnerpark 1                                                   | 51° 50' 46" NB, 5° 52' 20" OL | 523056 | Meer afbeeldingen |
| Vier Jaargetijden | Straatmeubilair                      | 1889                             | M. Moreau                                     | Nassausingel 9                                                 | 51° 50' 36" NB, 5° 51' 30" OL | 523057 | Meer afbeeldingen |
| C.A.P. Ivensbank | Gedenkteken                          | 1936                             | C. Estourgie                                  | Hunnerpark 4                                                   | 51° 50' 49" NB, 5° 52' 23" OL | 523058 | C.A.P. Ivensbank |
| Voetbrug in het Hunnerpark | Brug                                 | 1883                             | J.J. Weve                                     | Hunnerpark 5                                                   | 51° 50' 50" NB, 5° 52' 21" OL | 523059 | Meer afbeeldingen |
| Natuurmuseum Nijmegen | Kerk en kerkonderdeel                | 1913                             | O. Leeuw                                      | Gerard Noodtstraat 121                                         | 51° 50' 40" NB, 5° 52' 14" OL | 523060 | Meer afbeeldingen |
| Blokvormig pand, bestaande uit twee gekoppelde herenhuizen | Woonhuis                             | vermoedelijk 1895 - 1900         |                                               | Kronenburgersingel 209 Vredestraat 2                           | 51° 50' 42" NB, 5° 51' 23" OL | 523061 | Blokvormig pand, bestaande uit twee gekoppelde herenhuizen |
| Twee herenhuizen met tuinhek | Woonhuis                             | 1897                             |                                               | Kronenburgersingel 223, 225                                    | 51° 50' 44" NB, 5° 51' 22" OL | 523062 | Meer afbeeldingen |
| Woon/winkelhuis | Werk-woonhuis                        | 1897                             | D. Semmelink                                  | Lange Hezelstraat 41A                                          | 51° 50' 52" NB, 5° 51' 36" OL | 523063 | Meer afbeeldingen |
| Nieuwe Hezelpoort | Weg                                  | 1876 - 1879                      |                                               | Lange Hezelstraat 141                                          | 51° 50' 55" NB, 5° 51' 16" OL | 523064 | Meer afbeeldingen |
| 'Jannetje' en 'Johanna' | Woonhuis                             | Ca. 1895                         |                                               | Schependomlaan 23, 25                                          | 51° 50' 29" NB, 5° 50' 12" OL | 523065 | 'Jannetje' en 'Johanna' |
| Standbeeld van Ferdinand Hamer | Gedenkteken                          | 1902                             | B.J.W.M. van Hove                             | Bisschop Hamerstraat 21                                        | 51° 50' 34" NB, 5° 51' 36" OL | 523066 | Standbeeld van Ferdinand Hamer |
| Waalbrug | Brug                                 | 1936                             | P. Stelling A.J. van der Steur W.J.H. Harmsen | General James Gavinweg 1                                       | 51° 50' 58" NB, 5° 52' 22" OL | 523067 | Meer afbeeldingen |
| Rijtje van drie herenhuizen | Woonhuis                             | Ca. 1900                         |                                               | Wilhelminasingel 24, 26, 28                                    | 51° 50' 26" NB, 5° 51' 49" OL | 523068 | Rijtje van drie herenhuizen |
| Twee herenhuizen met hekwerk | Woonhuis                             | 1902                             |                                               | Wilhelminasingel 40, 42                                        | 51° 50' 25" NB, 5° 51' 51" OL | 523069 | Twee herenhuizen met hekwerk |
| Voetgangersbrug met hekwerk | Brug                                 | 1886                             | J.J. Weve                                     | Voerweg 8                                                      | 51° 50' 52" NB, 5° 52' 18" OL | 523070 | Meer afbeeldingen |
| Belgisch consulaat | Woonhuis                             | 1887                             | J.W. Michielsen                               | Parkweg 96, 98, 100                                            | 51° 50' 52" NB, 5° 51' 29" OL | 523071 | Meer afbeeldingen |
| Groenestraatkerk | Kerk en kerkonderdeel                | 1909-1910                        | A.A.J. Margry                                 | Groenestraat 227C, 229 (A)                                     | 51° 49' 51" NB, 5° 50' 52" OL | 524836 | Meer afbeeldingen |
| Gemetselde tuinmuur | Kerk en kerkonderdeel                | 1909 - 1910                      |                                               | Groenestraat 229                                               | 51° 49' 51" NB, 5° 50' 52" OL | 525504 | Meer afbeeldingen |
| Pastorie | Kerkelijke dienstwoning              | 1909 - 1910                      | A.A.J. Margry                                 | Groenestraat 231                                               | 51° 49' 52" NB, 5° 50' 50" OL | 525505 | Meer afbeeldingen |
| Pand met in de verminkte en gepleisterde voorgevel | Werk-woonhuis                        | 1648 (cartouche)                 |                                               | Lage Markt 59                                                  | 51° 50' 59" NB, 5° 51' 46" OL | 530427 | Meer afbeeldingen |